# Раухтопаз
Раухтопаз (или дымчатый кварц, дымчатый горный хрусталь; от нем. Rauch — дым и топаз) — разновидность кварца дымчатого цвета. Встречается в жилах вместе с бесцветными кристаллами кварца.
Несмотря на название, не имеет никакого отношения к топазам.

## Термин
Название «раухтопаз» (иногда пишут «раух-топаз») происходит из немецкого языка (нем. Rauchtopaz — «дымчатый топаз»), является торговым и не совсем желательным термином, так как слово «раух» часто опускается для удобства и остается лишь «топаз», а к топазу этот минерал не имеет никакого отношения. По стоимости, редкости, трудности обработки и другим свойствам топаз несопоставим с кварцем, и термин становится средством обмана. Но до сих пор термин «раухтопаз» остаётся чрезвычайно популярным среди ювелиров. Ещё встречается такое наименование как «раухкварц» — устаревшее, хотя по сути и более правильное, чем «раухтопаз».
Иногда дымчатый кварц называют дымчатым горным хрусталём, что не вполне правильно, так как название горный хрусталь относится к бесцветным и прозрачным кристаллам кварца.

## Цвет
Окрашен в бурый цвет различной интенсивности — от едва заметного дымчатого оттенка до тёмно-бурого, коричневого. Встречается также абсолютно чёрная разновидность дымчатого кварца, которая называется морионом. Цвет обычно углубляется от основания кристалла к его верхушке, а трещины, пузырьки и прочие дефекты чаще встречаются у основания.
После осторожного нагревания в электропечи до 350° вуаль (окраска) дымчатого кварца пропадает, и он становится бесцветным и прозрачным как горный хрусталь или жёлтым как цитрин. По другим сведениям цвет устойчив при нагревании до 450°.
Окраска раухтопаза бывает обусловлена структурной примесью алюминия.
Дымчатый цвет возникает у прозрачного кварца под воздействием радиоактивного излучения.

## Нахождение в природе
Встречается в виде прозрачных и полупрозрачных кристаллов, иногда очень больших (до 1 м в длину), часто образующих красивые сростки и друзы. Были сообщения о находке гигантских кристаллов дымчатого кварца весом до нескольких тонн.
Месторождения раухтопаза в основном имеют гидротермальное происхождение и приурочены к пустотам внутри крупных кварцевых жил. Они многочисленны и распространены по всему миру.

## Применение

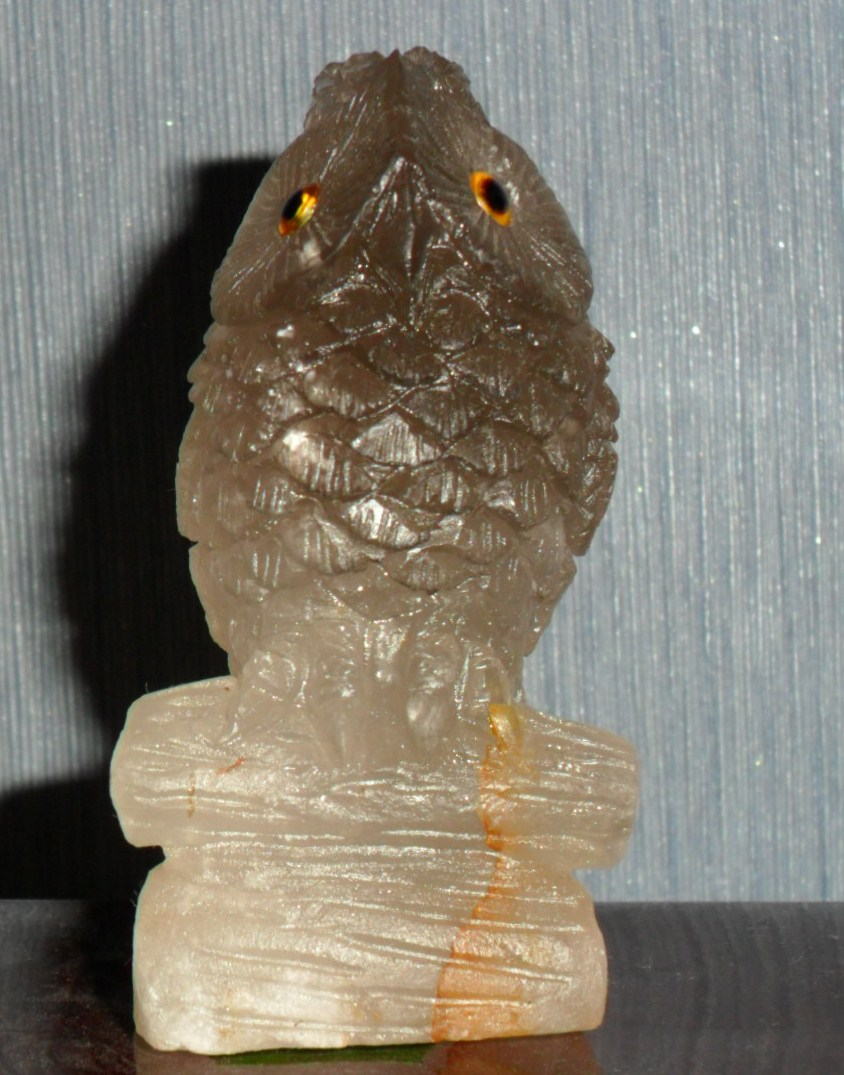
Фигурка совы из раухтопаза

Раухтопаз является одним из самых недорогих и доступных драгоценных камней 3 порядка[неизвестный термин]. По классификации А. Е. Ферсмана и М. Бауэра этот минерал отнесён к полудрагоценным поделочным камням первого порядка. Для сравнения, к тому же (первому) порядку поделочных камней относятся такие материалы как: нефрит, лазурит, глауконит, содалит, амазонит, лабрадор, орлец, малахит, авантюрин, кварцит, везувиан, горный хрусталь, агат (с его разновидностями), яшма, еврейский камень и розовый кварц.
Наряду с горным хрусталем, аметистом и цитрином раухтопаз является разновидностью кварца, находящей применение в ювелирном деле. В качестве ювелирного камня употребляются более светлые разновидности этого минерала. Сростки кристаллов дымчатого кварца бывают очень красивы и являются традиционным украшением экспозиций минералогических музеев и частных коллекций. В Смитсоновском институте в Вашингтоне хранится огранённое яйцо из дымчатого кварца массой 4500 карат.